# Luciano Cordeiro

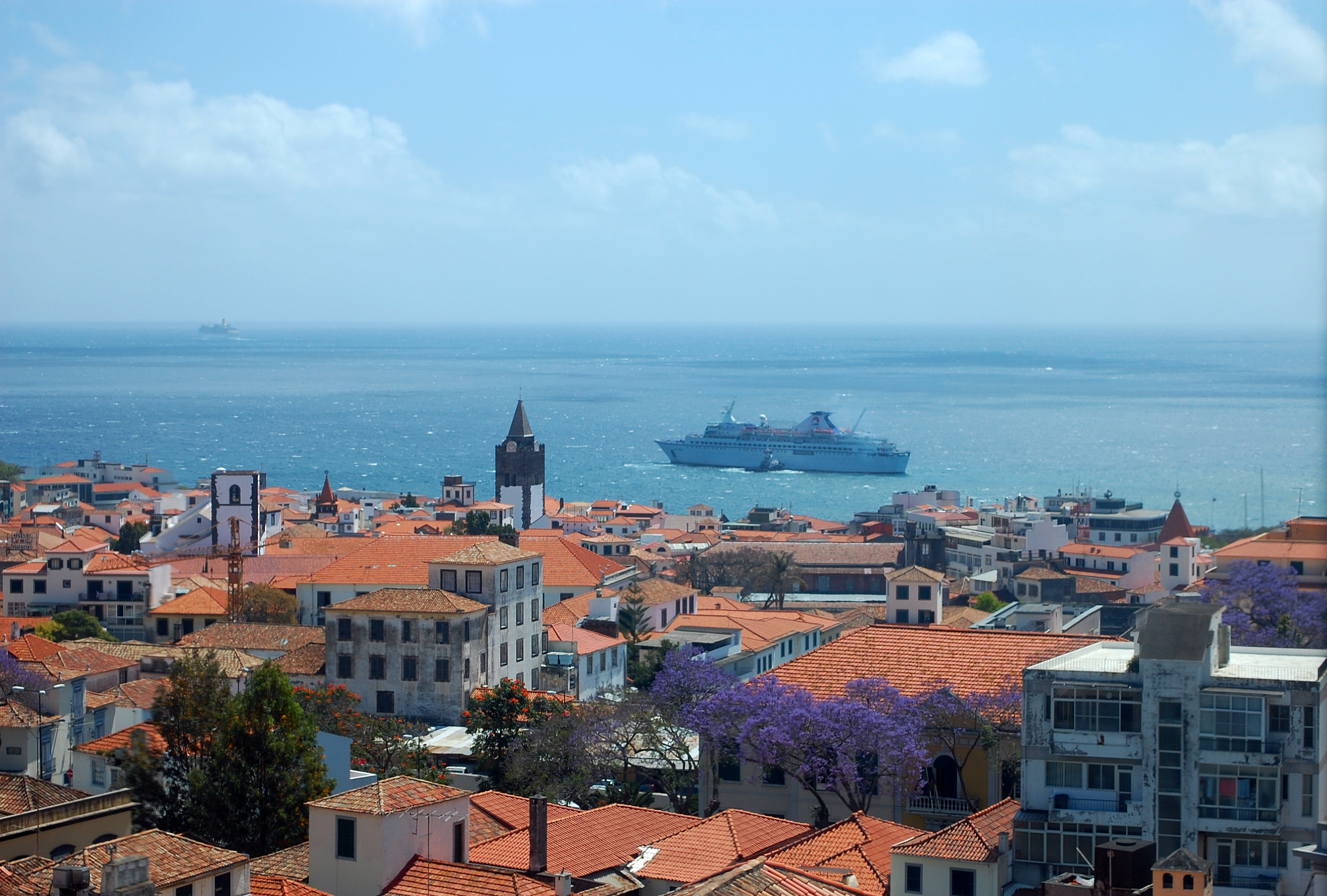
La ville de Funchal, où Luciano Cordeiro a fait ses études, vue depuis Largo das Cruzes.

Luciano Cordeiro, de son vrai nom Luciano Baptista Cordeiro de Sousa, était un écrivain, historien, homme politique et géographe portugais, né à Mirandela, le 21 juillet 1844, et mort à Lisbonne le 24 décembre 1900.
Luciano Cordeiro vient au monde dans une des périodes les plus agitées de l'histoire du Portugal. Il fait ses études à Funchal, sur l'île de Madère, où il s'est installé avec sa famille. Après avoir obtenu une licence de Lettres en 1867, il devient professeur de philosophie et littérature au collège militaire de 1871 à 1874.
En 1869, il est directeur temporaire de la revue Revolução de Setembro. Six ans plus tard, en 1875, il intègre la Commission chargée du projet de réforme de l'enseignement artistique et de la formation des Musées nationaux. En 1876, il fonde la Société Nationale de Géographie portugaise, dans laquelle il déploie une intense activité. Tout au long de sa carrière, il occupe des postes gouvernementaux liés à l'enseignement.
Afin de permettre la diffusion de ses idées, il fonde la revue Revista de Portugal e Brasil et le journal Comércio de Lisboa. Membre éminent du Partido Regenerador, il est élu député de Mogadouro pendant la législature de 1882-1884 et de Leiria em 1884. L'exercice de cette députation pour la région de Leiria dans les années 1880 soulève la question des liens (familiaux ou d'intérêts) entre sa famille et les Cordeiro de Leiria.
Luciano Cordeiro a donné une impulsion importante à la propagande africaniste et au mouvement colonialiste. Il s'est distingué à plusieurs reprises par ses interventions enflammées sur les intérêts du Portugal en Afrique. Ses interventions les plus célèbres et marquantes ont eu lieu au Congrès de Géographie Coloniale à Paris, en 1878, et à la Conférence de Berlin en 1884. Ses travaux de géographe spécialiste de l'Afrique ont profondément influencé l'explorateur Serpa Pinto, et l'ont poussé à tenter la traversée Ouest-Est de l'Afrique Australe.
Polémiste et iconoclaste craint, son intense activité littéraire recouvre les champs de la critique littéraire, de l'histoire, des questions coloniales, de l'économie et de la politique.